# Pietro Giovanni Guarneri
Pietro Giovanni Guarneri (né le 18 février 1655 à Crémone,  mort le 26 mars 1720 à Mantoue) était un luthier italien.

## Biographie
Fils aîné de Andrea Guarneri était un luthier plus perfectionniste que son père, mais aussi un excellent violoniste et altiste dans la chapelle de la cour des Gonzaga. Il a construit d'excellents violons aux voûtes assez élevées, aux ouïes larges et au beau vernis. Ses instruments portent l'étiquette « Petrus Guarnerius Cremonensis filius Andrea fecit Mantuae sub tit. Sanctae Theresia. »
Comme les Stradivari et les Amati, les Guarneri sont aujourd'hui recherchés dans le monde entier et possèdent une valeur inestimable.